# Polyommatus oro
Polyommatus oro är en fjäril som beskrevs av Samuel Hubbard Scudder. Arten ingår i släktet Polyommatus och familjen juvelvingar. Inga underarter finns listade i Catalogue of Life.